# Północnokoreański program kosmiczny

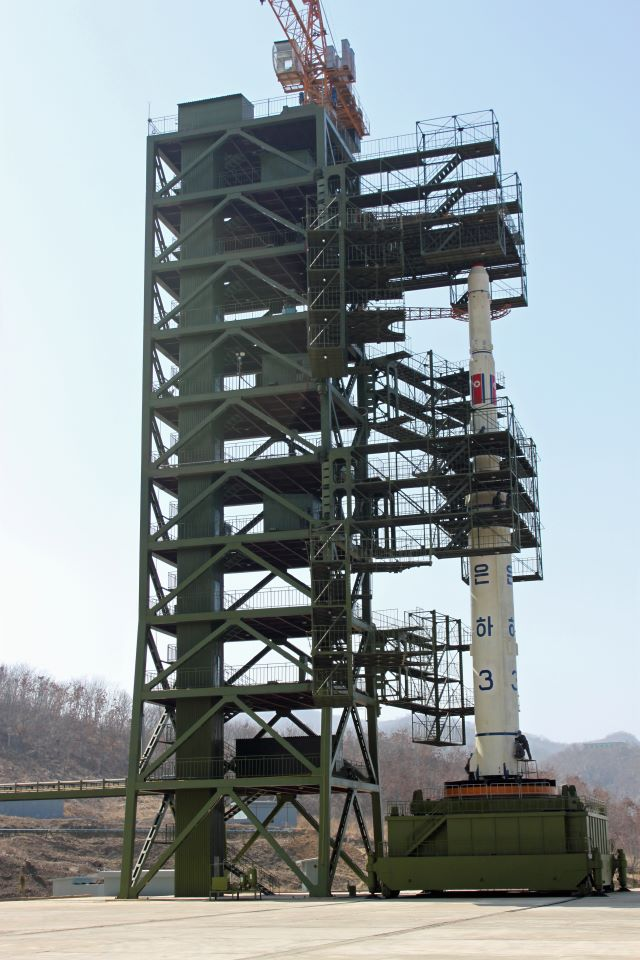
Rakieta nośna Unha-3 na stanowisku startowym na nowo wybudowanym kosmodromie Sohae (2012)

Koreańska Republika-Ludowo-Demokratyczna zapoczątkowała swój program kosmiczny w latach 80. XX wieku. Został wówczas utworzony program Kwangmyŏngsŏng, który ma na celu prace nad rakietami nośnymi i docelowo umieszczanie na orbicie sztucznych satelitów Ziemi. Program ten prowadzi Północnokoreańska Agencja Kosmiczna.
W latach 90. Korea Północna prawdopodobnie dysponowała już odpowiednimi technologiami rakietowymi. Decyzję o wystrzeleniu własnego satelity podjęto w 1992 roku, gdy Korea Południowa umieściła własnego satelitę za pomocą europejskiej rakiety Ariane 4. Decyzja ta została ogłoszona podczas posiedzenia Komitetu Centralnego Partii Pracy Korei. Od 1998 roku przeprowadzono trzy lub cztery nieudane próby umieszczenia na orbicie wokółziemskiej północnokoreańskiego satelity za pomocą własnej rakiety nośnej. Na bazie pocisków balistycznych skonstruowano rakiety nośne Paektusan-1, Unha-2 i Unha-3. Miały one wynieść satelity nazwane odpowiednio Kwangmyŏngsŏng-1, Kwangmyŏngsŏng-2 i Kwangmyŏngsŏng-3. 
Dopiero piąta (lub czwarta) próba przeprowadzona 12 grudnia 2012 roku zakończyła się umieszczeniem na okołoziemskiej orbicie satelity Kwangmyŏngsŏng-3 Unit 2 przez rakietę Unha-3. Kolejny start – Kwangmyŏngsŏng-4 – został przeprowadzony 7 lutego 2016 roku.

## Rakiety nośne

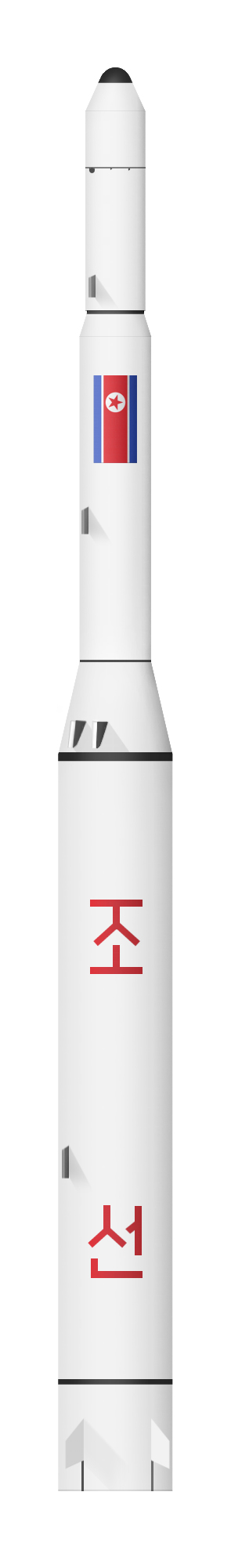
Rakieta Unha-2

|                    | Paektusan-1 | Unha-2 | Unha-3 |
| ------------------ | ----------- | ------ | ------ |
| Wysokość (m)       | ?           | 32,01  | ?      |
| Średnica (m)       | ?           | 2,41   | 2,41   |
| Masa (t)           | ?           | 85,0   | ?      |
| Liczba stopni      | 3           | 3      | 3      |
| Udźwig na LEO (kg) | ?           | 150    | ?      |

### Paektusan-1
Była to rakieta nośna stanowiąca cywilną wersję pocisku balistycznego średniego zasięgu Taep’o-dong 1, z dodatkowym trzecim stopniem umożliwiającym umieszczenie obiektu na orbicie.

### Unha-2
Rakieta ta stanowi z kolei cywilną wersję pocisku dalekiego zasięgu Taepodong-2. Była to rakieta trójstopniowa o następującej konfiguracji:
- 1. stopień: 4 x silnik Nodong 2-1 o ciągu 1200 kN i impulsie właściwym 252 s, czas pracy: 120 s, paliwo płynne: kwas azotowy, dimetylohydrazyna (UDMH),
- 2. stopień: 1 silnik Rodong o ciągu 250 kN i impulsie właściwym 255 s, czas pracy: 110 s, paliwo płynne: kwas azotowy, dimetylohydrazyna (UDMH),
- 3. stopień: 1 silnik Unha 2-3 o ciągu 54 kN i impulsie właściwym 270 s, czas pracy: 40 s, paliwo stałe.

### Unha-3
Rakieta Unha-3 stanowi zmodyfikowaną wersję rakiety Unha-2. Została wyposażona w nowy 3. stopień.

## Próby umieszczenia na orbicie sztucznego satelity
| Lp. | Rakieta     | Data startu | Kosmodrom                | Ładunek                 | Wynik próby |
| --- | ----------- | ----------- | ------------------------ | ----------------------- | ----------- |
| 1   | Paektusan-1 | 31.08.1998  | Musudan-ri (ob. Tonghae) | Kwangmyŏngsŏng-1        | nieudana    |
| 2   | Unha-1      | 4.07.2006   | Tonghae                  | ?                       | nieudana    |
| 3   | Unha-2      | 5.04.2009   | Tonghae                  | Kwangmyŏngsŏng-2        | nieudana    |
| 4   | Unha-3      | 13.04.2012  | Sohae                    | Kwangmyŏngsŏng-3        | nieudana    |
| 5   | Unha-3      | 12.12.2012  | Sohae                    | Kwangmyŏngsŏng-3 Unit 2 | udana       |
| 6   | Unha-3      | 7.02.2016   | Sohae                    | Kwangmyŏngsŏng-4        | udana       |
| 7   | Chollima-1  | 30.05.2023  | Sohae                    | Malligyong 1            | nieudana    |
| 8   | Chollima-1  | 23.08.2023  | Sohae                    | Malligyong 1 (2)        | nieudana    |
| 9   | Chollima-1  | 21.11.2023  | Sohae                    | Malligyong 1 (3)        | udana       |

Starty 7 i 8 na podstawie "Gunter's space page".

### Kwangmyŏngsŏng-1
Pierwszą próbę umieszczenia na orbicie sztucznego satelity Ziemi Korea Północna przeprowadziła 31 sierpnia 1998 roku Pierwszy satelita północnokoreański miał kulisty kształt, na który składało się 72 powierzchni trapezów. Jego masa nie jest znana, przypuszcza się, że mieściła się ona w zakresie pomiędzy 6 a 170 kg. Na skutek awarii 3. stopnia rakiety nośnej satelita nie osiągnął orbity, jednak władze i media północnokoreańskie utrzymywały, że start został przeprowadzony pomyślnie. Satelita nie został jednak namierzony przez żadne radary śledzące sztuczne obiekty na orbicie, zatem poza Koreą Północną uważa się start za nieudany.

### Druga próba
O drugiej próbie wystrzelenia północnokoreańskiego satelity, która prawdopodobnie odbyła się 4 lipca 2006 roku, wiadomo najmniej. Nie wiadomo nic na temat ładunku, jaki miał być wyniesiony, ani nawet nie ma pewności jaka rakieta miała do tego celu służyć (prawdopodobnie była to Unha-1 oparta na pocisku Taepodong-2).

### Kwangmyŏngsŏng-2
Drugi planowany północnokoreański satelita miał być znacznie bardziej zaawansowany technologicznie – miał być eksperymentalnym satelitą łącznościowym. Podobnie jak przy pierwszej próbie media północnokoreańskie utrzymywały, że start był udany, a satelita transmitował na Ziemię pieśni patriotyczne.

### Kwangmyŏngsŏng-3
Miał to być satelita badawczy, dokonujący pomiarów meteorologicznych oraz zasobów naturalnych Korei Północnej. Trzecia próba wyniesienia satelity również się nie powiodła. Tym razem awaria zdarzyła się podczas separacji 1. i 2. stopnia rakiety nośnej.

### Kwangmyŏngsŏng-3 Unit 2
Kolejna, prawdopodobnie już piąta próba umieszczenia na orbicie północnokoreańskiego satelity została podjęta 12 grudnia 2012 roku Rakieta oraz satelita były bardzo podobne do tych z poprzedniej próby z kwietnia 2012 roku. Start zakończył się sukcesem.

### Kwangmyŏngsŏng-4
7 lutego 2016 roku został przeprowadzony kolejny start, podczas którego został umieszczony na orbicie prawdopodobnie prosty satelita obserwacji Ziemi, jednak obserwacje wskazują, że na skutek niekontrolowanego ruchu obrotowego nie był w stanie wykonywać swoich zadań.

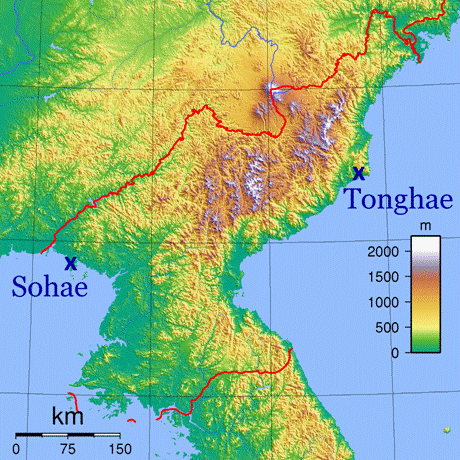
Lokalizacja kosmodromów Sohae i Tonghae (dawniej: Musudan-ri)

## Kosmodromy
Pierwsze próby startów rakiet orbitalnych przeprowadzano z kosmodromu Musudan-ri, który obecnie jest znany jako Tonghae (lokalizacja: 40,85°N 129,67°E, położonego w północnej części kraju w prowincji Hamgyŏng Północny nad Morzem Japońskim (w Północnej Korei zwanym Wschodniokoreańskim). Od lat 80. stanowi on miejsce startów północnokoreańskich pocisków bojowych. Od 1998 roku kosmodrom stał się również miejscem nieudanych prób ze startami rakiet orbitalnych.
Kosmodrom Sohae, położony po drugiej stronie Półwyspu Koreańskiego (lokalizacja: 39,66°N 124,71°E), znajduje się w prowincji P'yŏngan Północny, nad brzegiem Morza Żółtego (w Korei zwanego Morzem Zachodnim). Budowa kosmodromu rozpoczęła się w latach 90., jednak nabrała przyspieszenia około 2008 roku, a została ukończona w 2011 roku Kosmodrom jest wykorzystywany przede wszystkim do startów orbitalnych rakiet typu Unha.

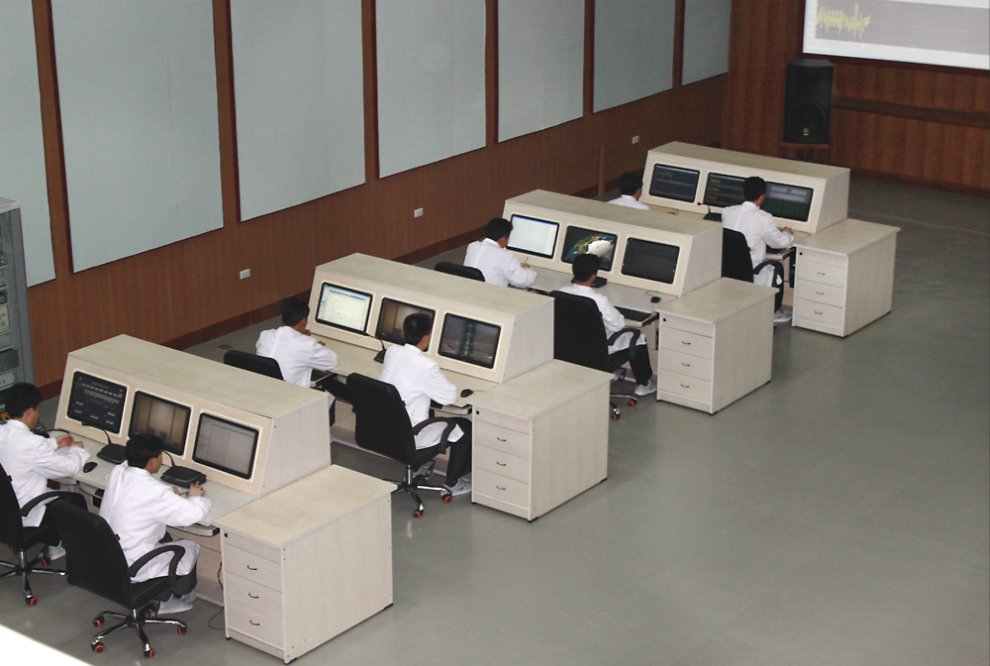
Ośrodek kontroli lotów kosmicznych Korei Północnej (2012)

## Ośrodek kontroli lotów
Ośrodek kontroli lotów północnokoreańskich misji kosmicznych, nazwany Głównym Ośrodkiem Kontroli Satelitów, znajduje się w Ryongsŏng – jednej z dzielnic stolicy Korei Północnej, Pjongjangu. Ośrodek umieszczony w białym, dwupiętrowym budynku, 
podlega pod Koreański Komitet Technologii Kosmicznych będący rządową agencją kosmiczną. Po raz pierwszy został pokazany w audycji Koreańskiej Centralnej Telewizji w 2009 roku przed próbą startu rakiety Unha-2.